# Astolphe de Custine
Pour les articles homonymes, voir Custine.
Pour les autres membres de la famille, voir Famille de Custine.
Astolphe Louis Léonor, marquis de Custine, né le 18 mars 1790 à Niderviller et mort le 25 septembre 1857 à Saint-Gratien, est un écrivain français, surtout connu pour son ouvrage La Russie en 1839 — parfois considéré comme le pendant russe de l’essai De la démocratie en Amérique de Tocqueville. Résultant d'un voyage de trois mois en Russie et nourri de nombreuses lectures, ce livre décrit la Russie du début du XIXe siècle. Custine y évoque des motifs récurrents de l’histoire politique russe, d’Ivan le Terrible à Pierre le Grand : le pouvoir absolu d’un seul, sans contrepoids institutionnel, la soumission des élites comme du peuple ― qu'il qualifie d'« ivres d’esclavage » ―, la violence et le mensonge comme instruments de pouvoir, et le peu de valeur de la vie humaine.

## Biographie

### Origines familiales et jeunesse
Il est le second fils d’Armand de Custine et de Delphine de Sabran. La famille de Custine était installée en Lorraine depuis le XIIIe siècle et avait des relations avec l'Allemagne, le Luxembourg et la France. Il est également le petit-fils du général français Adam Philippe de Custine. Ce grand-père possédait de nombreux domaines, dont une importante fabrique de porcelaine ainsi qu'un château à Niderviller, où est né Astolphe. Le père d'Astolphe né en 1768, était donc très riche et allié à la noblesse européenne, tandis que sa mère, née en 1770, descendait d'une famille d'ancienne noblesse qui la faisait parente du roi Louis XV. Ils ont respectivement 19 et 17 ans lors de leur mariage en juillet 1787. C'est sa grand-mère qui choisit le prénom Astolphe, inspirée par le personnage homonyme du poème italien Orlando furioso.
Le jeune Astolphe est sévèrement affecté par la Révolution : son grand-père, Adam Philippe, est guillotiné en août 1793 et son père en janvier 1794 ; sa mère reste incarcérée à la prison parisienne de Sainte-Pélagie, puis aux Carmes jusqu'à la chute de Robespierre en juillet 1794, et n'échappe à la guillotine que de justesse. Durant cette période, Astolphe est confié aux soins d'une fidèle servante nommée Nanette Malriat Giblain,. Sa mère peut recouvrer une partie de ses biens grâce à la protection de Joseph Fouché, ministre de la Police sous le Directoire, le Consulat, l'Empire et la Seconde Restauration.
En 1795, la famille de Custine retourne en Lorraine. Astolphe passe alors sous la responsabilité morale de son précepteur alsacien, nommé Bertoecher. Delphine de Custine, connue pour son intelligence et sa grande beauté, fréquente les salons littéraires, se lie d'amitié avec Germaine de Staël qui lui dédie son roman Delphine et noue en 1802 une relation amoureuse avec François-René de Chateaubriand, que le jeune Astolphe considèrera un temps comme son père adoptif. En octobre 1803, elle achète au duc de Laval le château de Fervaques, près de Lisieux, en Normandie.
La disgrâce d’un des amis les plus chers de Delphine, Joseph Fouché, provoque la rupture avec le régime impérial en 1810. Commence alors un périple européen qui mène la mère et le fils en Allemagne et en Suisse (1811), puis en Italie (1812), où Astolphe part découvrir la Calabre, d'où il rapportera un récit très vivant et la passion des voyages. En 1813, le fils et la mère, en compagnie du médecin et magnétiseur David Ferdinand Koreff, rentrent à Genève où ils s'installent, ne jugeant pas prudent de regagner Paris alors que le régime napoléonien est sur sa fin. En 1814, ils rejoignent à Bâle le roi Louis XVIII et le comte d’Artois qui préparent la Restauration. Poussé par sa mère, le jeune Astolphe accède à une fonction d'aide de camp dont il dépeint le côté burlesque dans sa correspondance tout en jugeant sévèrement le camp légitimiste. Il se forge en même temps une conscience sociale : « je rentrerai dans le monde pour y travailler au bonheur de mon pays. »
L'éclairante préface de Pierre Nora à une édition de poche de "La Russie", décrit un enfant fragile et sensible, élevé par une mère instable, un jeune homme mis au ban de la société après le scandale de 1824, guère pris au sérieux par le milieu littéraire qu'il connaissait bien...

Astolphe fera aussi une brève entrée dans le corps diplomatique. En 1814, il assiste au congrès de Vienne en tant qu'aide de Talleyrand dont il admire la sagacité et l'impassibilité du visage :

« Il a rompu tous les fils qui conduisent l'âme à la physionomie ; de sorte que son visage est comme mort, et n'a non plus de mouvement qu'un membre paralysé. L'homme est séparé de son âme : c'est à faire frémir.
Voici un mot qu'on lui attribue ici : Que peut-on espérer du Congrès? Ils ont trop peur pour se brouiller. Ils sont trop bêtes pour s'entendre!. »

Au cours de ce séjour, il perfectionne son allemand dans l'entourage de Schlegel et de Schlosser, tout en se sentant de plus tenté par une carrière littéraire, au grand dam de sa mère qui voudrait le voir poursuivre la carrière diplomatique. Il fréquente les salons de Rahel Varnhagen et Sophie Gay, deux femmes qu'il admire profondément et avec lesquelles il restera en correspondance.

### Mariage

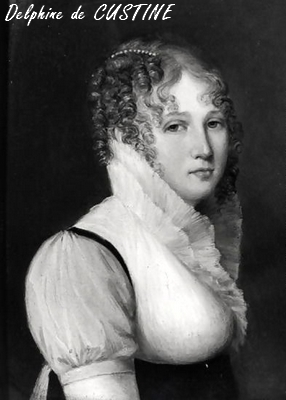
Delphine de Custine, sa mère.

En 1818, sa mère, de plus en plus désireuse de le voir marié, arrange plusieurs tentatives de fiançailles, d'abord avec Albertine de Staël, fille de Germaine de Staël, puis avec Clara de Duras, mais Astolphe se récuse à trois jours du mariage convenu avec cette dernière — ce qui entraînera sa mère Claire de Duras à écrire le roman Olivier ou le Secret.
En 1821, il épousera enfin, malgré son homosexualité, Léontine de Saint-Simon Courtomer. Un fils, Enguerrand, naîtra de cette union en juin 1822. L'été de la même année, Custine fait un voyage en Écosse et en Angleterre au cours duquel il rencontrera l’homme de sa vie, Edward, dit Édouard de Sainte-Barbe, un jeune homme de quatre ans son cadet qu'il ramène à Fervaques. En mars 1823, Léontine est atteinte de la tuberculose et meurt à l'âge de vingt ans le 7 juillet 1823, laissant Astolphe libre de vivre sa passion avec Édouard de Sainte-Barbe.
Le 28 octobre 1824, alors qu'il se rend à Paris à un rendez-vous galant avec un jeune soldat, il est attaqué par les compagnons d'armes de celui-ci, battu, dénudé et abandonné inconscient sur le pavé. Sa mésaventure, bientôt connue du Tout-Paris, entache sa réputation et associe pour longtemps le nom de Custine à l’homosexualité, que la société de l’époque qualifie d’« infâme ». Un conseil de famille décide de l'éloigner de la capitale : accompagné de Sainte-Barbe, Custine rejoint le domaine familial de Fervaques en Normandie.

### Maturation littéraire
L'année 1826 est marquée par la mort de son fils, le 2 janvier, puis de sa mère le 13 juillet. Ces pertes l'affectent grandement et déclenchent chez lui un regain de piété. Il cherchera désormais à s'accomplir par les voyages, la littérature et la religion.
En 1829, il publie sans nom d'auteur Aloys, ou Le religieux du mont Saint-Bernard, dans lequel un jeune homme dont le cœur est « un vrai labyrinthe » raconte comment il avait été amené à demander en mariage une jeune fille alors qu'il en aimait la mère. Custine transpose ainsi l'histoire de ses propres fiançailles avortées avec Clara de Duras : « Il revendique ses erreurs, sans pour autant nier le triste rôle de l'enfance, de l'éducation, des données politiques et sociales dans son évolution morbide : mais le regard lucide qu'il posait sur eux exclut toute innocence. » Ce livre qui s'inscrit selon Tarn dans la lignée de La Princesse de Clèves connaîtra plusieurs éditions et sera réédité en 1971.
En 1832, Custine achète à Mme de Neuflize le Belvédère, un petit château construit en 1816 à Saint-Gratien. Il le réaménage et y reçoit de nombreux artistes : Honoré de Balzac, Victor Hugo, Frédéric Chopin, Eugène Delacroix, Alfred de Musset, Jules Barbey d'Aurevilly, George Sand, Alphonse de Lamartine et François-René de Chateaubriand qui fut intimement lié à sa mère pendant vingt ans,.
Les années suivantes sont passées dans la mouvance romantique avec plus ou moins de succès. La princesse Mathilde, fille de Jérôme Bonaparte, passait ses étés tout d'abord au château Catinat en tant que locataire du marquis de Custine, avant d’acheter, en 1853, le château construit par le comte de Luçay.
Custine écrit de la poésie, des romans et des pièces de théâtre. En 1833, il publie Beatrix Cenci : tragédie en 5 actes et en vers et paie un théâtre pour faire jouer la pièce, mais les représentations se terminent après trois jours.
Il publie Mémoires et voyages ou Lettres écrites à diverses époques pendant des courses en Suisse, en Calabre, en Angleterre et en Écosse (1830), Le Monde comme il est (1835), Éthel (1839), Romuald, ou La vocation (1848).

C'est surtout dans les récits de voyage qu'il trouve son bonheur : « En voyage, j’aime à ne rien perdre de mes premières impressions ; c’est pour les sentir que je parcours le monde, et pour les renouveler que je décris mes courses. » Et c'est là qu'il excelle. Son livre L'Espagne sous Ferdinand VII raconte le voyage qu'il a fait en ce pays en 1831. Lors de sa publication en 1838, il a reçu de Balzac un commentaire propre à l'inciter à poursuivre dans cette voie : 

« Vous êtes le voyageur par excellence. Ce que vous faites me confond, car il me semble que je serais incapable d'écrire de semblables pages. Si vous faites la même chose sur chaque pays, vous aurez fait une collection unique en son genre, et qui aura le plus grand prix. »

### Sa fin
Astolphe de Custine meurt d'un accident vasculaire cérébral le 25 septembre 1857. Il est enterré dans la petite chapelle de Saint-Aubin-sur-Auquainville, près de Fervaques. Sa famille intente un procès en nullité contre le testament par lequel il lègue sa fortune à son amant Édouard de Sainte-Barbe, dont il a partagé la vie amoureuse pendant une trentaine d'années. Ce dernier meurt un peu plus d'un an après Custine, le 18 octobre 1858, mais obtient néanmoins gain de cause à titre posthume.

## Le voyage en Russie

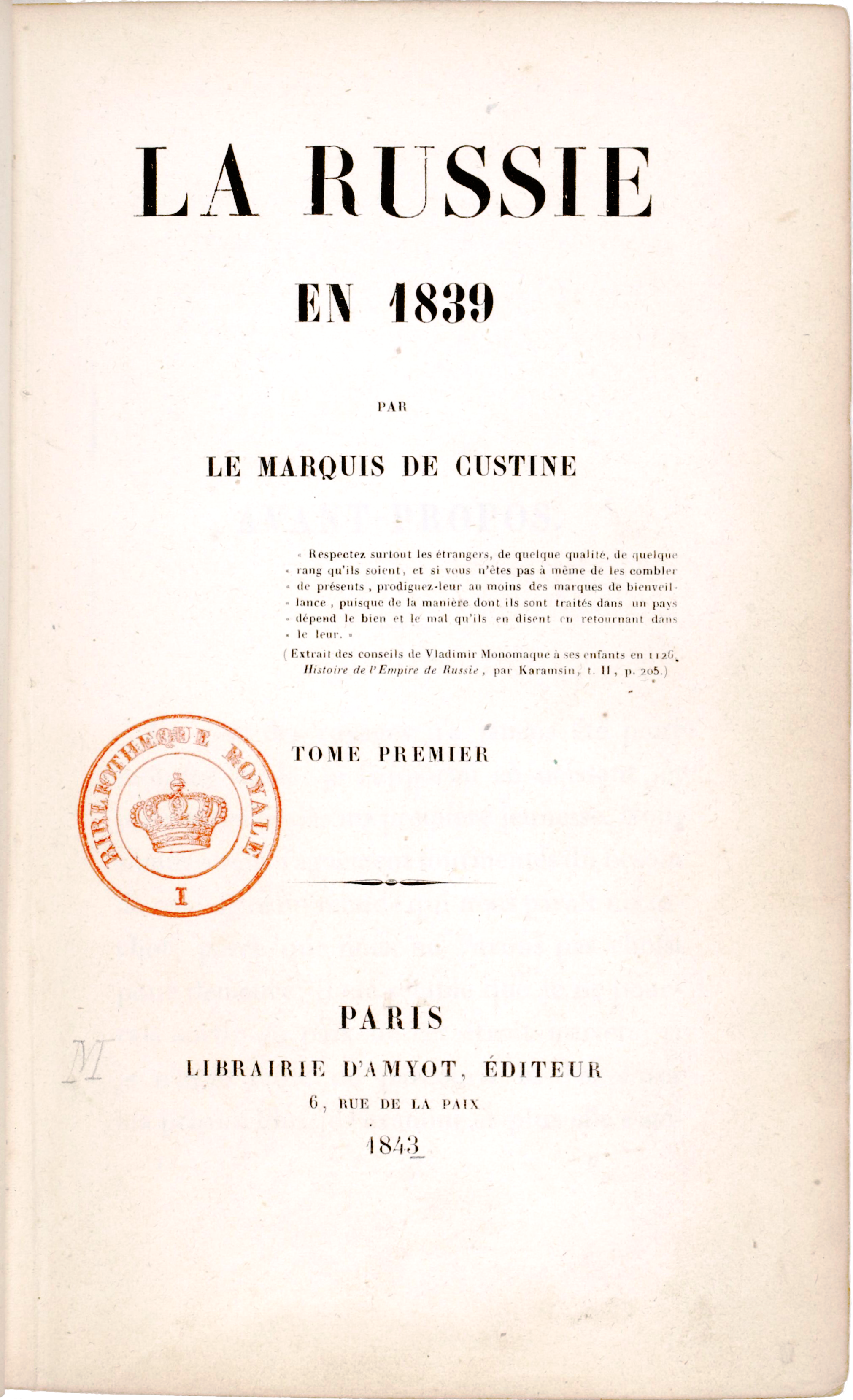
Page de titre du tome I de l'édition princeps de 1843.

En 1839, Custine fait un voyage en Russie, séjournant principalement à Saint-Pétersbourg ainsi qu'à Moscou et Iaroslavl. Il part de la ville balnéaire d'Ems le 5 juin et y revient le 22 octobre.

### Contexte
Ce voyage lui est inspiré par la publication, en 1835, du livre extrêmement populaire d'Alexis de Tocqueville, De la démocratie en Amérique, dont le dernier chapitre prophétise que l'avenir appartient aux États-Unis et à la Russie, mais pour des raisons opposées, la force de l'un résidant dans la liberté de ses citoyens et celle de l'autre dans un peuple asservi sous l'autorité d'un seul homme.

En même temps, Custine, qui est conservateur, espère trouver dans ce voyage en Russie des arguments en faveur de la monarchie absolue, ainsi qu'il s'en explique dans son avant-propos : 

« J’allais en Russie pour y chercher des arguments contre le gouvernement représentatif, j’en reviens partisan des constitutions. Le gouvernement mixte n’est pas le plus favorable à l’action ; mais dans leur vieillesse, les peuples ont moins besoin d’agir ; ce gouvernement est celui qui aide le plus à la production, et qui procure aux hommes le plus de bien-être et de richesses ; il est surtout celui qui donne le plus d’activité à la pensée dans la sphère des idées pratiques : enfin il rend le citoyen indépendant, non par l’élévation des sentiments, mais par l’action des lois : certes, voilà de grandes compensations à de grands inconvénients. »

Une autre motivation réside dans le fait qu'un jeune comte polonais de 23 ans, Ignacy Gurowski, venait d'emménager au domicile parisien de Custine et que ce dernier aurait entrepris son voyage en Russie afin de convaincre le tsar de mettre fin à la disgrâce dont il avait frappé le jeune homme. En réalité, cet élément n'a probablement joué qu'un rôle mineur dans la décision de Custine,.

### Contenu
Custine présente une vision très critique de l'autocratie russe, qu'il définit comme « une monarchie absolue tempérée par l'assassinat ». Il est impressionné par la ville de Saint-Pétersbourg, qui « par sa magnificence et son immensité est un trophée élevé par les Russes à leur puissance à venir » et admire la splendeur du palais impérial où il est reçu. Il décrit les mœurs de la Cour, de l'aristocratie et de la haute bourgeoisie, ainsi que le pouvoir discrétionnaire de l'empereur — qui se présente lui-même à Custine comme un despote radicalement opposé à une monarchie constitutionnelle. Malgré ses fortes réticences envers la monarchie constitutionnelle telle qu'elle existe en France, Custine rejette absolument l'idée que le despotisme soit nécessaire pour le bien public : 

« La tyrannie, c’est la maladie imaginaire des peuples ; le tyran déguisé en médecin leur a persuadé que la santé n’est pas l’état naturel de l’homme civilisé, et que plus le danger est grand, plus le remède doit être violent : c’est ainsi qu’il entretient le mal sous le prétexte de le guérir. »

Il décrit les particularités du servage, l'absence de médecins car « la médecine russe est dans l'enfance ». Il évoque la vie des paysans et les coutumes populaires, ainsi qu'une administration tatillonne. Lors de sa visite à la prison de Schlusselbourg, il dit sa crainte d'y être enfermé parce qu'on le soupçonne de faire un récit défavorable de sa visite, le régime étant préoccupé de faire bonne figure à l'étranger : « tout importe à qui veut cacher qu’il domine par la peur. »
Après Saint-Pétersbourg, il se rend à Moscou, qu'il admire davantage — « À la première vue, Moscou produit un effet prodigieux ; ce serait la plus belle des villes pour un porteur de dépêches qui passerait au galop » —, puis à Iaroslavl et à Nijni Novgorod. Il retourne ensuite à Moscou puis à Saint-Pétersbourg, d'où il rejoindra la France par la route à travers la Prusse plutôt que par la voie maritime comme à l'aller.
Il revient profondément désenchanté de la Russie, qu'il considère comme « le pays de la terre où les hommes sont le plus malheureux, parce qu’ils y souffrent à la fois des inconvénients de la barbarie et de ceux de la civilisation. ». Il dénonce une religion complètement dépendante du pouvoir temporel, des lois iniques qui « permettent à l’Empereur de déclarer que les enfants légitimes d’un homme légitimement marié n’ont point de père, point de nom, enfin qu’ils sont des chiffres, et ne sont point des hommes. » Il abhorre un pouvoir absolu qui ne se contente pas de contrôler les actions mais aussi les paroles et les pensées et qui se permet même de modifier l'histoire :  « Le souvenir de ce qui s’est fait la veille est le bien de l’Empereur ; il modifie selon son bon plaisir les annales du pays, et dispense chaque jour à son peuple les vérités historiques qui s’accordent avec la fiction du moment. »
Racontant des épisodes du règne d'Ivan le Terrible, il s'étonne de voir que le peuple continue à adorer ses pires tyrans: "D’autres nations ont supporté l’oppression, la nation russe l’a aimée; elle l’aime encore »
«Si vous m’aviez accompagné dans ce voyage, vous découvririez avec moi le fond de l’âme du peuple ruse, les inévitables ravages du pouvoir arbitraire poussé à ses dernières conséquences; d’abord c’est une indifférence sauvage pour la sainteté de la parole, pour la vérité des sentiments, pour la justice des actes; puis c’est le mensonge triomphant dans toutes les actions et transactions de la vie; c’est le manque de probité, la mauvaise foi, la fraude encore sous toute les formes; en un mot, le sens moral est émoussé..." 

Cette servilité est au service d'une volonté de conquête : « Cette nation, essentiellement conquérante, avide à force de privations, expie d’avance chez elle, par une soumission avilissante, l’espoir d’exercer la tyrannie chez les autres ». Il conclut de ses conversations avec les élites : « La Russie voit dans l’Europe une proie qui lui sera livrée tôt ou tard par nos dissensions. » Il met toutefois en garde le pouvoir impérial contre cette volonté d'étendre ses conquêtes : 

« Vous voulez gouverner la terre comme les anciennes sociétés : par la conquête ; vous prétendez vous emparer par les armes des pays qui sont à votre convenance, et de là opprimer le reste du monde par la terreur. L’extension de puissance que vous rêvez n’est point intelligente, elle n’est point morale ; et si Dieu vous l’accorde, ce sera pour le malheur du monde. »

### Publication et suites
La Russie en 1839 se présente comme un recueil de 36 lettres écrites au cours de son voyage de 75 jours, et que Custine a par la suite revues et considérablement développées pour publication en quatre volumes, en mai 1843, tout en y insérant des légendes et des récits de faits historiques. Il étoffe ses réflexions au moyen d'une dizaine d'ouvrages spécialisés sur la Russie. Ce livre rencontre immédiatement un vif succès et est publié en Angleterre, au Danemark et en Allemagne, mais interdit en Russie. Quatre rééditions verront le jour en trois ans, sans compter plusieurs contrefaçons. Avant la mort de Custine, il s'en serait vendu au moins 200 000 exemplaires.
Les nombreuses critiques déplaisent vivement à Saint-Pétersbourg où le gouvernement met immédiatement en place un comité chargé d'étudier les moyens de réfuter Custine. Il est prévu notamment d'engager à cette fin Balzac — qui envisage d'abord de donner suite à ce projet, mais qui y renonce après être entré en contact avec la réalité russe —, puis Hippolyte Auger, mais ces projets sont abandonnés. Diverses personnalités russes offensées par l'ouvrage publieront des réfutations — notamment N. I. Grech, Xavier Labenski et Yakov Nikolayevich Tolstoi (alias Yakovlev — exposant les multiples erreurs de l'ouvrage et la triste réputation de son auteur. L'ambassade russe à Paris poussera aussi à la publication de critiques.

### Actualité du livre
Le livre ne cessera jamais d'être imprimé clandestinement et de circuler sous le manteau en Russie. Tombé dans l'oubli en Occident pendant une centaine d'années, le livre est redécouvert au moment de la guerre froide du fait que les jugements de Custine sur la Russie impériale sont toujours applicables à la Russie de Staline. L'ouvrage connaît alors plusieurs éditions abrégées en France et une édition intégrale en Angleterre.
La critique moderne déplore toutefois ses longueurs et répétitions, ses généralisations abusives, ses exagérations, son absence de vérification des faits rapportés par ses interlocuteurs, la partialité de son jugement sur l'empereur Nicolas I et, surtout, son ignorance totale d'une Russie de l'intelligence et de la foi à côté de la Russie du pouvoir et du cynisme qu'il a fréquentée.
Pourtant, ainsi que le remarque en 1971 le diplomate et politologue George F. Kennan, tous ces défauts n'empêchent pas cet ouvrage d'être le meilleur des livres sur la Russie de Joseph Staline et un assez bon livre sur la Russie de Léonid Brejnev et de Kossyguine. Kennan note aussi que, bien avant Custine, nombre d'observateurs étaient arrivés à la conclusion que l'ambition secrète de conquérir le monde était à la base de la politique russe. Parmi les caractéristiques du pouvoir russe identifiées par Custine et toujours d'actualité, Kennan relève notamment « le pouvoir absolu d'un seul homme ; son pouvoir sur les pensées et les actions ; la possibilité de tomber soudain en disgrâce et dans l'oubli ; l'absence de droits des individus ; la relation névrotique du pouvoir avec l'Ouest ; la peur des observateurs étrangers et le culte du secret (...). » Sous Staline, ces traits ne sont plus dissimulés mais présentés comme indispensables à la gouvernance socialiste et ont valeur universelle.
Tout comme d'autres le feront peu après lui, le politologue loue aussi la prescience de Custine et cite de larges extraits des conclusions auxquelles il est arrivé :

« ...autant m’est odieux le prosélytisme politique, c’est-à-dire l’étroit esprit de conquête, ou pour parler plus juste encore, l’esprit de rapine justifié par un trop habile sophiste qu’on appelle la gloire ; loin de rallier le genre humain, cette ambition étroite le divise : l’unité ne peut naître que de l’élévation et de l’étendue des idées [...] chaque nation doit puiser en elle-même les moyens de perfectionnement dont elle a besoin. »

« J’espère vivre assez longtemps pour voir briser chez nous cette sanglante idole de la guerre, la force brutale. On est toujours une nation assez puissante, on a toujours un assez grand territoire, lorsqu’on a le courage de vivre et de mourir pour la vérité, lorsqu’on poursuit l’erreur à outrance, lorsqu’on verse son sang pour exterminer le mensonge et l’injustice, et qu’on jouit à juste titre du renom de tant et de si hautes vertus ! »

En 2018, une recension de trois ouvrages récents sur la Russie estime que « Beaucoup des conclusions de Custine ne sembleraient pas déplacées dans des analyses américaines ou européennes de la Russie de Poutine. » La pertinence de ces analyses est encore soulignée par divers commentateurs au lendemain de l'invasion de l'Ukraine en 2022, confirmant la nature inchangée du régime russe et l'esprit d'obéissance du peuple à son maître,,,.

### Filmographie
Le marquis de Custine est l’un des deux personnages principaux de L'Arche russe, film d'Alexandre Sokourov dans lequel il voyage d'un siècle à l'autre à travers les salles du musée de l'Ermitage.

## Œuvres
- Aloys ou le Religieux du mont Saint-Bernard, 1829.
- Mémoires et voyages, ou lettres écrites à diverses époques, pendant des courses en Suisse, en Calabre, en Angleterre et en Écosse, Paris, 1830, rééd. Éditions François Bourin, 1993, puis Mercure de France 2012.
- Béatrix Cenci, théâtre, 1833.
- Le Monde comme il est, 1835.
- L’Espagne sous Ferdinand VII, 1838.
- Ethel, 1839.
- La Russie en 1839, 1843.
- Romuald ou la Vocation, 1848.
- Lettres au marquis de la Grange (date de parution inconnue), publiés en 1925 par M. de Luppé.
- Souvenirs et portraits (date de parution inconnue), publiés en 1956 par P. de Lacretelle[72].

### Éditions deLa Russie en 1839
- Astolphe, marquis de Custine, La Russie en 1839, Paris, Amyot 1843, plusieurs rééditions au XIXe siècle, dont:
- Marquis de Custine, La Russie, Amyot 1854 (édition populaire).
- (en) Astolphe de Custine, Journey For Our Time : The Journals of the Marquis de Custine. éd. Phyllis Penn Kohler, Washington 1987.
- (en) Astolphe de Custine, Journey For Our Time: The Journals of the Marquis de Custine. éd. Phyllis Penn Kohler, Londres, 1951.
- (en) Astolphe de Custine, Empire of the Czar. A Journey Through Ethernal Russia, Aukland, 1989.
- La Russie en 1839, Editions Solin 1990, repris en 2005, Actes Sud, collection thésaurus, édition intégrale, préf. d'Hélène Carrère d'Encausse ; notes, éclaircissements et postf. de Michel Parfenov.
- Résumé du Voyage en Russie en 1839, Paris, Allia, 1995, 112 p. (ISBN 2-904235-95-7)
- Astolphe de Custine, La Russie en 1839, éd. Véra Milchina et Alexandre Ospovate, Paris, Classiques Garnier, 2015.

### Autres éditions
- Astolphe de Custine, Le Monde comme il est. Suivi de Ethel, éd. Alex Lascar et Marie-Bénédicte Diethelm, Paris, Classiques Garnier, 2019.

### Ouvrages sur Astolphe de Custine
- Bernard Degout, Gennaro Toscano et Corinne Le Bitouzé (dir.), L'Archélogue, le peintre et l'écrivain : Millin, Catel et Custine, Paris, Lienart, 23 septembre 2021.
- Claude Le Roy, « La Mère et le fils », dans Delphine de Custine - reine des roses, Milon-la-Chapelle, H&D, 2012, 346 p. (ISBN 978-2-9142-6623-9), p. 197-285.
- Jonathan de Chastenet, L'Expression de la marginalité aristocratique dans les œuvres du marquis de Custine, mémoire de DEA, université d'Angers, 2003.
- Anka Muhlstein, Astolphe de Custine (1790-1857) : Le dernier marquis, Paris, Grasset, 1996, 349 p. (ISBN 978-2-246-49211-5).
- (en) Irena Grudzinska Gross, The Scar of Revolution, Custine, Tocqueville, and the Romantic Imagination, Berkeley, 1991.
- Francine-Dominique Liechtenhan, Astolphe de Custine voyageur et philosophe, Paris, 1990.
- (de) Christian Sigrist, Das Russlandbild des Marquis de Custine. Von der Zivilisationskritik zur Russlandfeindlichkeit, Francfort, 1990.
- Olivier Gassouin, Le Marquis de Custine. Le courage d'être soi-même, préface d'Hugo Marsan, Paris, Lumière & Justice, 1987, 92 p. (Lire le début en ligne dans Gallica)
- Julien-Frédéric Tarn, Le Marquis de Custine ou les Malheurs de l'exactitude, Paris, Fayard, 1985, 815 p. (ISBN 978-2-213-01548-4).
- (en) George F. Kennan, The Marquis de Custine and His Russia in 1839, Londres, 1972.
- Pascal Pia, Romanciers, poètes, essayistes du XIXe siècle, Paris, Denoël, 1971.
- Albert de Luppé, Astolphe de Custine, Monaco, Éditions du Rocher, 1957.
- Virginie Ancelot, « Le Salon du marquis de Custine », dans Les Salons de Paris : Foyers éteints, Paris, Éditions Jules Tardieu, 1858, 245 p. (lire en ligne), p. 235-245.

### Articles
- Samantha Caretti, « Quête d’une écriture, révélation d’une vocation : à propos de quelques lettres inédites d’Astolphe de Custine à la comtesse de Genlis (1819-1827) », Orages. Littérature et culture 1760-1830, no 21 « Temps insensés », 2023.
- Samantha Caretti, « Mémoire et Imagination : la Normandie dans l'œuvre et la correspondance de l'écrivain Astolphe de Custine, châtelain de Fervaques », Revue de la Société historique de Lisieux, juin 2019.
- Samantha Caretti, « Astolphe de Custine épistolier : paradoxes d’un « mondain » intime », Le Magasin du XIXe siècle, no 10 « Réseaux », octobre 2020.
- Samantha Caretti, « La vérité et l'idéal : Astolphe de Custine, lecteur de George Sand », Cahiers George Sand, no 41, septembre 2019.
- Samantha Caretti, « Peindre vrai : enjeux esthétiques et poétiques du récit de voyage chez Custine et Stendhal », HB Revue internationale d'études stendhaliennes, no 23, 2019.
- Alain Guyot, « “Une immense lanterne magique” : le “Nord du Nord” du marquis de Custine » dans A. Bourguignon et K. Harrer (dir.), L’Écriture du Nord du Nord : construction d’images, confrontation au réel et positionnement dans le champ littéraire [actes du coll. intern. CEGIL / LIS / UQàM – Nancy, nov. 2018], Berlin (DEU), Frank & Timme, 2019, p. 55-68.
- Alain Guyot, « Custine et « la poétique des voyages » : L’épître dédicatoire à Miss Bowles dans L’Espagne sous Ferdinand VII (1838) », Viatica [En ligne], 2 | 2015. (lire en ligne, consulté le 4 avril 2024)
- Marie-Bénédicte Diethelm, « La boue de Saint-Denis (1824) : Astolphe de Custine, « un homme marqué du sceau de la réprobation » », Romantisme, vol. 159, no. 1, 2013, pp. 47-58 (lire en ligne, consulté le 4 avril 2024)
- Remigiusz Forycki, « Métamorphoses de l’Europe dans les voyages d’Astolphe de Custine », L'Europe et ses intellectuels,‎ 0, p. 59–67 (lire en ligne, consulté le 5 juillet 2021)
- Tatiana Antolini-Dumas, « Paradoxes et subjectivité, l'itinéraire pictural de Quinet et Custine en Espagne », dans Écrire la peinture entre XVIIIe et XIXe siècles, Clermont-Ferrand, Presses Universitaires Biaise Pascal, 2003, p. 311-320.